# Yamaha Tyros
Yamaha Tyros – seria stacji roboczych/aranżerów. Produkowana jest od 2002 roku, przez firmę Yamaha. Tyros, obok modelu Motif jest sztandarowym instrumentem klawiszowym tej firmy.
Seria TYROS składa się z 7 instrumentów: Tyros (2002), Tyros 2 (2005), Tyros 3 (2008), Tyros 4 (2010), Tyros 4 10th anniversary edition (2012), Tyros 5 61-key (2013) oraz Tyros 5 76-key (2013). Seria TYROS jest następcą serii 9000.

## Historia

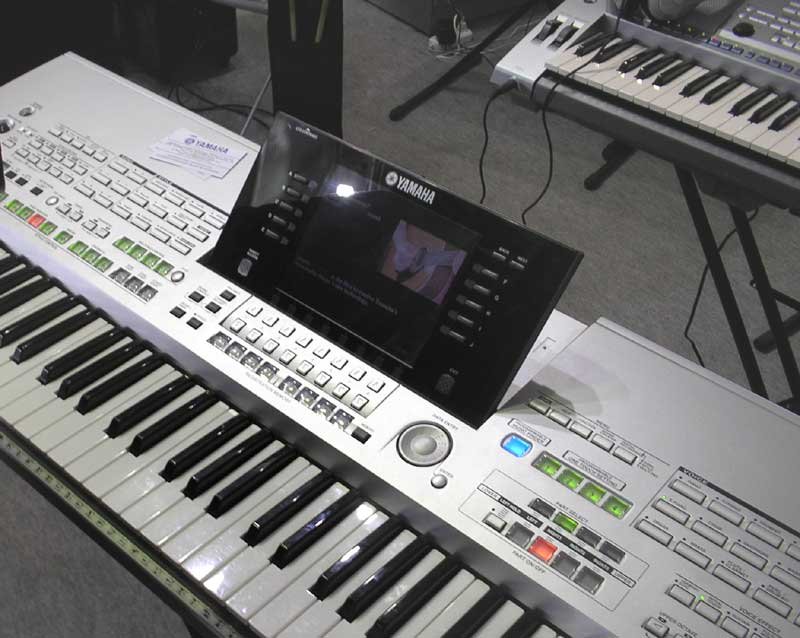
Yamaha Tyros

Po modelach PSR-7000, PSR-8000 oraz PSR-9000 i 9000Pro, Yamaha opracowała nową koncepcję, aby nadążyć za innowacjami technicznymi innych producentów. Wersja stacji roboczej PSR-9000, 9000Pro, nie osiągnęła pożądanego sukcesu i sprzedaży na wysoce konkurencyjnym rynku instrumentów z 76 klawiszami, większą pamięcią i zewnętrznymi głośnikami. Wraz z PSR-9000, Yamaha straciła grunt na rzecz Korga, Rolanda i innych znanych producentów. Dla Tyrosa Yamaha opracowała technologię sprzedawaną pod nazwą „Mega-Voice”, która integrowała dźwięki z gitar i gitar basowych. Spowodowało to zapisanie dodatkowych wcześniej używanych ścieżek MIDI. Programiści Yamaha nie zdołali jeszcze samplować grywalnego głosu z tymi funkcjami. Mega-Voices są używane tylko do stylów (akompaniamentów rytmicznych) i nagranych plików MIDI.
Koncepcja ta została również kontynuowana w modelu Tyros 2. Oprócz rozszerzonego wyboru Mega-Voices (np. dla instrumentów dętych), Tyros 2 zawiera również po raz pierwszy grywalną wersję Mega-Voices, które Yamaha nazywa Super-Articulation-Voices. Podczas korzystania z tych brzmień Super Articulation, analizowany jest styl gry i w zależności od niego wywoływane są różne próbki.

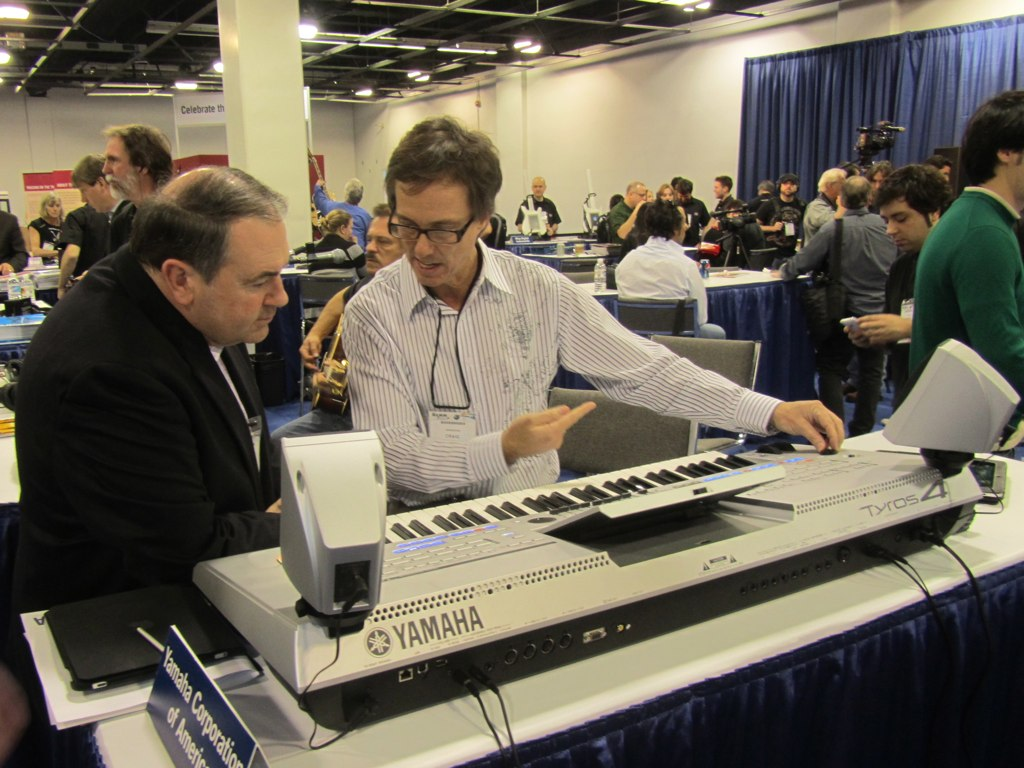
Yamaha Tyros 4 na targach NAMM 2011

We wrześniu 2008 r. Yamaha wypuściła na rynek trzecią generację Tyrosa, Tyros 3. Wśród ulepszeń szczególnie charakterystyczne są nowe „Super Articulation Voices 2”, a także suwaki pod wyświetlaczem, które ułatwiają obsługę. 

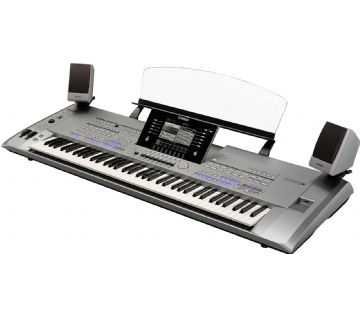
Yamaha Tyros 5 wraz z TRS-MS05

Jesienią 2010 r. Yamaha wprowadziła czwartą generację, Tyros 4, pod hasłem „Usłysz różnicę, zagraj w swoje marzenie”. Innowacje objęły dysk twardy o pojemności 250 GB, możliwość odtwarzania plików dźwiękowych w formacie MP3 oraz ulepszone funkcje Vocal Harmony. Funkcja „Vocal Harmony 2” dodaje syntezatorowy vocoder do funkcji, która konwertuje sygnał wejściowy ze złącza mikrofonu na różne efekty vintage. Wejście mikrofonowe zostało również zastąpione połączeniem combo. Możliwe jest podłączenie mikrofonu przez XLR lub przez wtyk jack 6,3 mm. W zakresie dźwięków technologia Super Articulation została rozszerzona o funkcję o nazwie „Wave Cycling”, w której np. głosy wokalne mają kilka właściwości śpiewających i są wywoływane jeden po drugim w toku gry. W ten sposób głosy zyskują większą ekspresję.
Z okazji 10-lecia serii Tyros, Tyros 4 został wydany w limitowanej edycji z czarną obudową, krótko po Targach Muzycznych we Frankfurcie 2012. Edycja limitowana powstała w 2,500 egzemplarzy na cały świat.
W 2013 roku wypuszczono Tyros 5, ostatnią odmianę serii Tyros. W przeciwieństwie do poprzednich modeli serii Tyros, Tyros 5 był dostępny nie tylko z 61, ale także z 76 klawiszami. W Tyrosie 5 w porównaniu do poprzednich generacji zmniejszono przyciski EXIT, DIRECT ACCESS oraz przyciski nawigacyjne (A, B, C....) znajdujące się na podnoszonym panelu. Pokrętło DATA ENTRY z plastikowego zmieniono na metalowy.
W 2017 roku wypuszczono Yamahę Genos, następcę serii Tyros.

## Specyfikacja Tyros 5
- kolorowy wyświetlacz TFT LCD, rozmiar 7.5", 640x480 pikseli

- 61 klawiszy/76 klawiszy (w zależności od wersji)

- synteza AWM Stereo Sampling
- polifonia 128 głosów
- 1279 brzmienia fabryczne + 480 brzmień XG + 37 zestawów perkusyjnych
- 539 akompaniamentów
- Waga 14 kg (wersja 61), 16 kg (wersja 76)
- Długość 1140 mm (wersja 61), 1347 mm (wersja 76)
- Szerokość 450 mm (obie wersje)
- Grubość 142 mm (obie wersje)